# Soonda
Soonda – wieś w Estonii, w prowincji Sarema, w gminie Muhu.